# A.N.T. Farm (trilha sonora)
A.N.T. Farm é a primeira trilha sonora da série original do Disney Channel de mesmo nome. Estreou em 11 de outubro de 2011 pela Walt Disney Records. As seis primeiras faixas são cantadas pela protagonista China Anne McClain, contando com a participação de Stefanie Scott, Carlon Jeffrey e das irmãs de China, respectivamente Lauryn McClain e Sierra McClain, denominadas McClain Sisters.
A composição, produção e gravação do álbum aconteceram em um período de meses, todos em 2011. Seu primeiro single, "Dynamite", regravação do original de Taio Cruz, foi lançado em 26 de julho de 2011 e o segundo single, "Calling All The Monsters" foi lançado em 20 de setembro de 2011, sendo a última estreando na posição 100 da parada musical dos Estados Undos Billboard Hot 100, logo após entrando na octagésima sexta colocação na mesma tabela. O registro estreou na posição 29 da parada musical de álbuns americana Billboard 200, na primeira da Kid Albums e na segunda do Top Soundtracks.

## Antecedentes e divulgação
McClain foi descoberta pelo Disney Channel em 2009, fazendo de início aparições em séries da casa. Dan Signer se impressionou com a voz da cantora quando a conheceu, dizendo "A menina tinha tanta confiança. Ela pode conseguir fazer piada. Ela pode cantar. Ela pode tocar instrumentos. China é como um menino prodígio [...]". Sendo assim, convidando-a para ser a protagonista de uma nova série que entraria em produção no início de 2011. Após participar da trilha sonora da série Jonas L.A., cantando a canção "Your Biggest Fan" em conjunto com Nick Jonas, China Anne McClain foi pela primeira vez creditada em uma canção. Para promover a trilha sonora, McClain esteve presente no Disney D23 em 20 de agosto de 2011, aonde cantou as canções "Dynamite" e "Unstoppable".

### Promoção
"Dynamite" foi lançado como primeiro single da trilha sonora em 26 de julho de 2011. Composta por Taio Cruz, Max Martin, Bonnie McKee, é uma canção pop sobre ter um brilho enquanto dança nas festas. Seu videoclipe foi liberado no dia 23 de julho no Disney Channel e no mesmo dia do download digital (26 de julho) na página VEVO de McClain.
"Calling All the Monsters" foi lançado como segundo single da trilha sonora em 20 de setembro de 2011. A temática da canção dance-pop é o halloween. Seu videoclipe foi lançado em 18 de setembro no Disney Channel e foi lançado no mesmo dia no canal VEVO de McClain. Estreou na quinquagésima sétima  posição do Billboard Digital Songs e na centésima da Billboard Hot 100, sendo a primeira canção de McClain a entrar em qualquer parada musical. "Calling All the Monster" foi apresentada ao vivo no programa televisivo especial da série de televisão Shake It Up, Make Your Mark, no Disney Channel.
"Unstoppable" foi lançado como um single promocional e teve uma turnê de divulgação. A primeira aparição da faixa foi no fã clube Disney D23 em 20 de agosto de 2011, aonde McClain fez uma performance ao vivo da canção, junto com "Dynamite". Em 12 de fevereiro de 2012, no episódio 23 da primeira temporada da série So Random!, McClain foi a convidada especial do show e no final apresentou a canção ao vivo. Sua terceira aparição foi no rodeio RodeoHouston em 4 de março de 2012, com a intérprete acompanhada das suas irmãs Sierra e Lauryn, formando o grupo McClain Sisters, e cantando também as faixas "Dynamite", "Calling All the Monsters" e uma nova música, chamada "Tell A Friend". Em 14 de março do último ano mencionado, "Unstoppable" foi apresentada no The Disney Channel Upfronts em Nova Iorque, com McClain acompanhada de suas parceiras de grupo novamente, e desempenhando outras canções. Um vídeo lírico, com algumas imagens de McClain em A.N.T. Farm executando a canção, foi divulgado em março de 2012.

## Música e recepção da crítica
| Críticas profissionais | Críticas profissionais |
| Avaliações da crítica  | Avaliações da crítica  |
| Fonte                  | Avaliação              |
| ---------------------- | ---------------------- |
| Allmusic               | [ 18 ]                 |

Musicalmente, A.N.T. Farm tem como gêneros predominantes o teen pop, dance-pop e pop rock, com elementos de R&B. A primeira faixa, "Exceptional" é uma canção pop escrita por McClain e suas irmãs, com auxílio de Toby Gad e Lindy Robbins. "Dynamite" é uma versão cover do cantor inglês Taio Cruz, "Calling All the Monsters" tem como tema o Dia das Bruxas e som comparado ao de "Thriller", canção de Michael Jackson. "Beautiful" um cover da cantora norte-americana Christina Aguilera. Jessica Dawson, do site Commonsensemedia.org, na seção "O que os pais precisam saber", tranquilizou os responsáveis das crianças que acompanham a série, dizendo "[A trilha] inclui a música tema do programa, "Excepcional", assim como a popular "Calling All the Monsters" e está OK para crianças com idade suficiente que assistem ao show. Já o PR Newswire classificou cada uma das suas canções, referindo-se a "Dynamite" e "Calling All the Monsters" como "os sucessos da Radio Disney", "My Crush" como "docemente romântica" e "Beautiful" sendo um "cover sensacional do clássico de Christina Aguilera".

## Faixas
A.N.T. Farm Soundtrack em sua edição padrão contém dez faixas.
| Edição padrão |                            | |                                 |         |  |
| N.º           | Título                     | Compositor(es) | Artista                         | Duração |  |
| 1.            | "Exceptional"              | Toby Gad, Lindy Robbins, China Anne McClain, Lauryn McClain, Sierra McClain                                                                                             | China Anne McClain              | 2:55    |  |
| 2.            | "Dynamite"                 | Taio Cruz, Lukasz Gottwald, Max Martin, Bonnie McKee, Benjamin Levin | China Anne McClain              | 2:41    |  |
| 3.            | "Calling All The Monsters" | Niclas Molinder, Joacim Persson, Johan Alkenas, Charlie Mason | China Anne McClain              | 3:26    |  |
| 4.            | "Unstoppable"              | Niclas Molinder, Joacim Persson, Johan Alkenas, Charlie Mason | China Anne McClain              | 3:22    |  |
| 5.            | "Beautiful"                | Linda Perry | China Anne McClain              | 3:18    |  |
| 6.            | "My Crush"                 | Kara DioGuardi, Wes Jones, Matthew Sherman, Corey Thomas | China Anne McClain              | 3:24    |  |
| 7.            | "Pose"                     | Windy Wagner, Michael Dennis Smith, Spencer Lee | Stefanie Scott & Carlon Jeffrey | 2:52    |  |
| 8.            | "Summertime"               | Alton Taylor, Claydes Smith, Craig Simpkins, Dennis Thomas, George Brown, Lamar Mahone, Richard Westfield, Robert "Spike" Mickens, Robert Bell, Ronald Bell, Will Smith | Carlon Jeffrey                  | 4:13    |  |
| 9.            | "Perfect Mistake"          | Sierra A. McClain, Michael J. McClain | McClain Sisters                 | 3:25    |  |
| 10.           | "Electronic Apology"       | Sierra A. McClain, Michael J. McClain | The McClain Sisters             | 3:23    |  |

## Desempenho nas tabelas musicais
Debutou na vigésima nona posição da Billboard 200, no topo dos Kid Albums e na segunda posição do Top Soundtracks.

### Posição
| Parada (2011)                                                | Melhor posição |
| ------------------------------------------------------------ | -------------- |
| Estados Unidos (Billboard 200)                               | 29             |
| Estados Unidos (Kid Albums) \| style="text-align:center;"\|1 |                |
| Estados Unidos (Top Soundtracks)                             | 2              |

## Créditos
McClain é a intérprete principal de A.N.T. Farm. Ela fez vocal para oito das dez faixas da trilha sonora e co-compôs uma canção, sendo duas delas com participação vocal de Lauryn McClain e Sierra McClain, com a última co-escrevendo estas ao lado de Michael J. McClain. Carlon Jeffrey desempenha duas obras, uma delas com Stefanie Scott. Diversos profissionais se envolveram na produção do disco nas áreas técnica, artística e publicitária.
John Lind e Dani Markman contribuíram no papel de A&R, enquanto a arte foi produzida por Steve Gerdes. Os compositores colaboraram para o álbum foram Johan Alkenäs, Robert Bell, George Brown, Taio Cruz, Kara DioGuardi, Toby Gad, Lukasz Gottwald, Wes Jones, Spencer Lee, Benjamin Levin, Lamar Mahone, Max Martin, Charlie Mason, Bonnie McKee, Robert "Spike" Mickens, Niclas Molinder, Linda Perry, Joacim Persson, Lindy Robbins, Mathew Sherman, Craig Simpkins, Claydes Smith, Michael Dennis Smith, Will Smith, Cory Thomas, Dennis Thomas, Windy Wagner e Richard Westfield. Produtores musicais incluem 1984, Ali Dee, Alkenäs, John Fields, Gad, Michael McClain, Molinder, Persson e Michael "Smidi" Smith. Produção adicional ficou por responsabilidade de JD Salbego e a masterização foi incumbida por Stephen Marcussen e Louie Teran. A mixagem foi realizada por 1984, Dee, Fields, Gad, Paul David Hager, Dave Pensado e Michael "Smidi" Smith. Lauryn McClain e Sierra McClain se encarregaram da instrumentação e Michael McClain da programação. A produção executiva e produção encarregada na música da trilha sonora coube a Steven Vincent.

## Histórico de lançamento
A trilha sonora foi lançada no dia 11 de outubro de 2011 no Canadá e Estados Unidos, três dias depois na Austrália e logo em 29 de novembro de 2011 no Brasil.
| País                                                | Data                 | Formato             | Gravadora                                          |
| --------------------------------------------------- | -------------------- | ------------------- | -------------------------------------------------- |
| rowspan="2" align="center"\| 11 de outubro de 2011  | CD, download digital | Walt Disney Records |                                                    |
| -                                                   | CD, download digital | Walt Disney Records | rowspan="1" align="center"\| 14 de outubro de 2011 |
| rowspan="1" align="center"\| 29 de novembro de 2011 | CD, download digital | Walt Disney Records |                                                    |